# Delia cilitarsis
Delia cilitarsis este o specie de muște din genul Delia, familia Anthomyiidae, descrisă de Willi Hennig în anul 1974.
Este endemică în Insulele Canare. Conform Catalogue of Life specia Delia cilitarsis nu are subspecii cunoscute.